# Vicinte
Vicinte (llamada oficialmente Santa María de Vicinte) es una parroquia y una aldea española del municipio de Otero de Rey, en la provincia de Lugo, Galicia.

## Organización territorial
La parroquia está formada por ocho entidades de población, constando siete de ellas en el nomenclátor del Instituto Nacional de Estadística español:
- Bravos
- Bustelo
- Carballeiras (As Carballeiras)
- Fontefría
- Insua (A Insua)
- Sancroio
- Vicinte
- Vilarelle

## Demografía

### Parroquia
| Gráfica de evolución demográfica de Vicinte (parroquia) entre 2000 y 2020 |
|                                                                           |
| Datos según el nomenclátor publicado por el INE.                          |

### Aldea
| Gráfica de evolución demográfica de Vicinte (aldea) entre 2000 y 2020 |
|                                                                       |
| Datos según el nomenclátor publicado por el INE.                      |